# Johannes Schrein
Johannes Schrein (* in Zlawings (Mähren); † 9. Dezember 1524 in Kremsmünster) war von 1505 bis 1524 der 45. Abt des Stiftes Kremsmünster.
Johannes Schrein war bereits Magister der freien Künste, bevor er ins Kloster Kremsmünster eintrat. Empfohlen zum Lehrer an der dortigen Schule wurde er dem Abt Ulrich Schoppenzaun vom Passauer „Officialen Doctor Udalricus de Albn“. 
Seine Sorge um die Wirtschaft des Klosters zeigen Urkunden von den Jahren 1505 und 1506, in denen König Maximilian zu Gunsten des Abtes in Streitigkeiten um Fischereirechte im Fluss Krems mit der Herrschaft Scharnstein und der Herrschaft Steyr entschied. 
Ein Kaufbrief vom 13. April 1507 belegt den Erwerb des Kremsmünsterer Hofes in der Altstadt von Linz vom Edlen Bernhard von Scherffenberg. 
1508 ließ sich Abt Johannes vom päpstlichen Legat Kardinal Bernhard Carvajali alle dem Stift zugeteilten Rechte bestätigen. In den nächsten Jahren kaufte er einige Gebäude in Mautern, vom Wiener Bürger Johann Rockner einige Weingärten in Klosterneuburg und von einem Bürger der Stadt Stein den dortigen Stiftshof. Am 14. August 1510 gewährte Kaiser Maximilian mittels Diplom von Innsbruck dem Abt die Erlaubnis eine Schleifer-, Klingen- und Messerschmiedgilde zu errichten.
Schon 1509 ließ er in der Stiftskirche einen neuen Altar errichten, wo die Gebeine Gunthers und des hl. Wisinthos eingebettet wurden. Ebenso wurden in seiner Amtszeit 1511 fünf neue Altäre vom Passauer Weihbischof Bernhard eingeweiht und 1513 eine neue Orgel aufgestellt. Im Jahre 1515 wurden die Erneuerung der Stiftskirche und die Errichtung neuer Chorstühle abgeschlossen. 
Abt Johannes genoss das Wohlwollen und die Gnade Kaiser Maximilians I., so dass dieser ihn nicht nur zu seinem Beichtvater auserkoren hatte, sondern auch als Berater bei wichtigen Entscheidungen zugezogen hatte. Als im Jahre 1519 Kaiser Maximilian auf der Rückreise von Augsburg in Wels erkrankte und am 12. Jänner 1519 dort starb, stand ihm Abt Johannes bei.
Gemeinsam mit Johann Geymann, Hochmeister des ritterlichen St. Georgen Ordens, und Bischof Georg von Wien war er auch zu dessen Testamentsvollstrecker  ernannt worden.
Abt Johannes stand dem Kloster 19 Jahre mit großem Nutzen vor. Der Wohlstand des Stiftes und besonders die Bibliothek waren ihm immer ein großes Anliegen. Am 9. Dezember 1524 starb er durch das Alter geschwächt und von Krankheit gezeichnet.